# Volta perfeita
Volta perfeita é um termo usado no golfe para designar uma volta de 59 tacadas.
É tão raro e difícil de se conseguir que, até hoje, apenas seis golfistas lograram o êxito no PGA Tour (Al Geiberger, Chip Beck, David Duval, Paul Goydos, Stuart Appleby e Phil Mickelson) e uma golfista no LPGA Tour (Annika Sorenstam).
Em 1974, o sul-africano Gary Player foi o primeiro golfista da história a fazer uma volta perfeita.

## Ver Também
- Hole in one
- Break máximo - sinuca
- Golden set - ténis
- Jogo perfeito - baseball